# هفت‌اورنگ

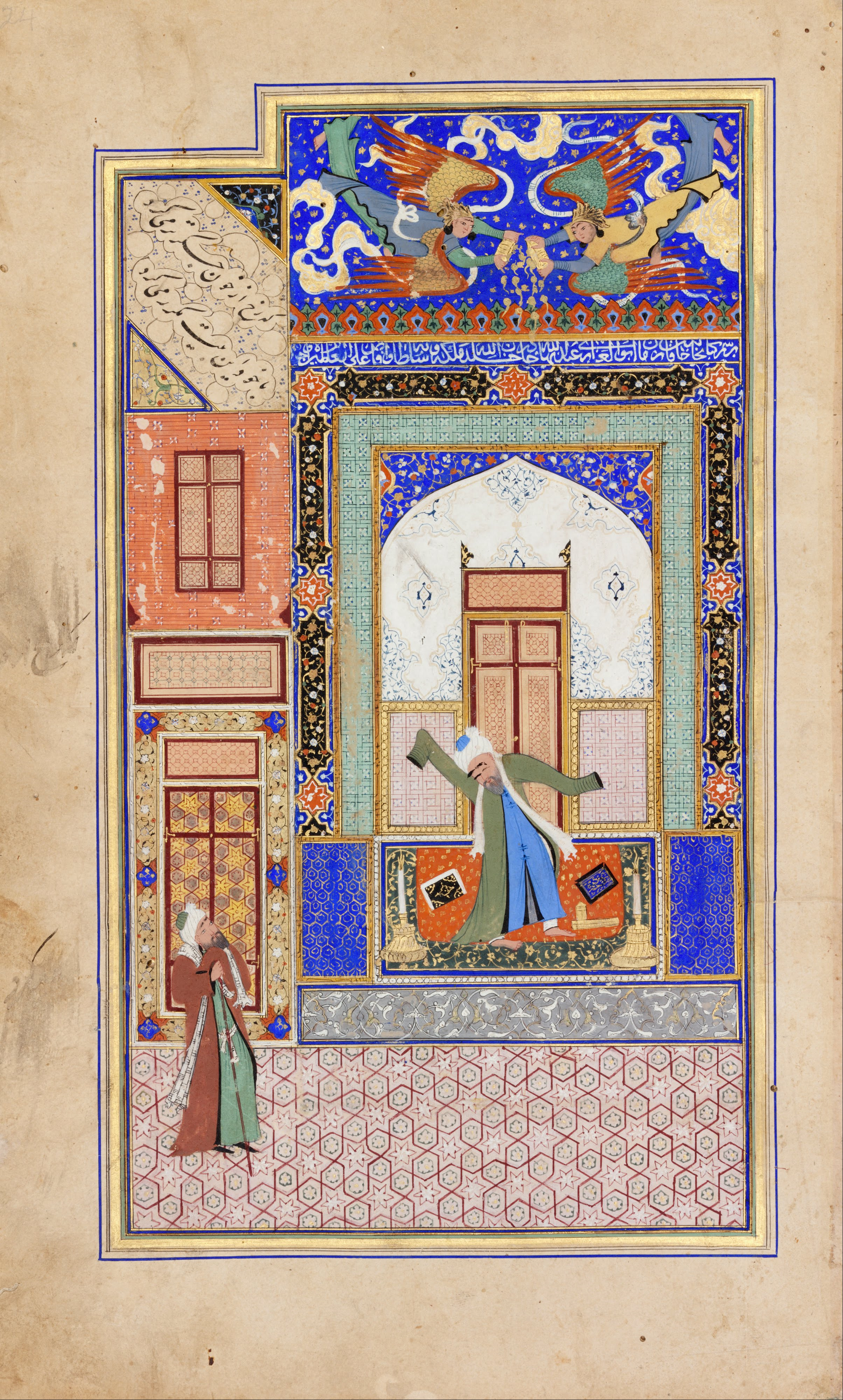
برگی از یک مینیاتور متعلق به یکی از کتاب‌های جامی. در این اثر بیتی به زبان فارسی از اورنگ سبحةالابرار از منظومهٔ هفت اورنگ نقش بسته‌است. این مینیاتور اکنون در مالکیت مجموعهٔ سلطنتی آل صباح در کویت قرار دارد.

هفت اورنگ یکی از آثار منظوم جامی است که از هفت بخش تشکیل شده‌است. این اثر سرشار از قصه‌ها و داستانهای تعلیمی و تمثیلی است.
تعداد کل بیتهای هفت اورنگ جامی حدود ۲۳۶۴۰ بیت است.

## شرح و تاریخچه

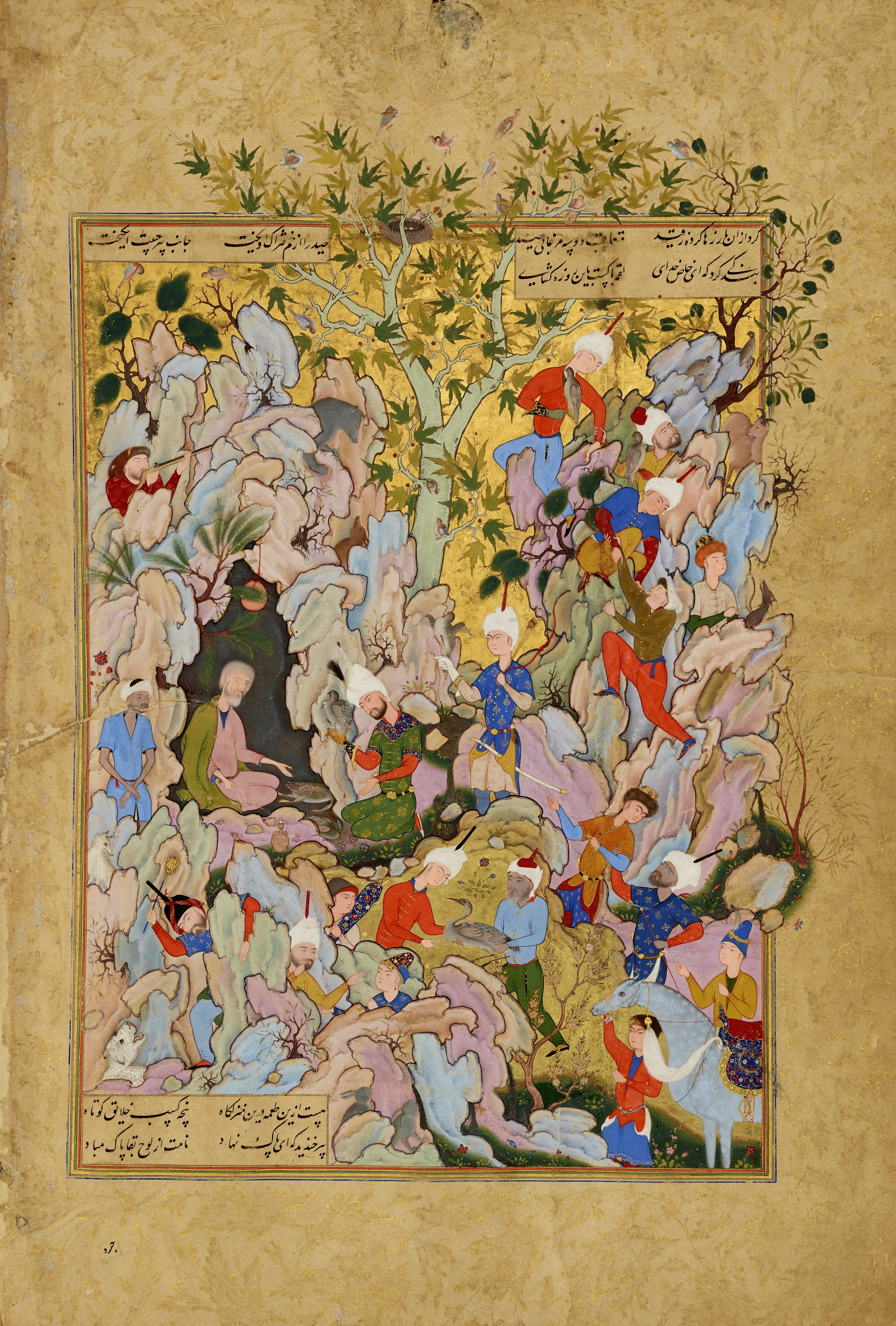
نگاره‌ای از هفت اورنگ ابراهیم میرزا:پیر فرزانه و امتناع از پذیرفتن مرغابی اهدایی مُرید.

هر هفت منظومهٔ یادشده، در قالب مثنوی سروده شده‌اند، قالبی مناسب روایت داستان‌های حماسی، تاریخی، عاشقانه و اندرزگونه. سه منظومه از این میان، عاشقانه‌های تمثیلی است، مشتمل بر یوسف و زلیخا، لیلی و مجنون و سلامان و آبسال. مثنوی‌های سلسلةالذهب، سبحةالابرار و تحفةالاحرار راوی داستان‌هایی آموزنده‌اند، و اسکندرنامه یا خردنامهٔ اسکندری منظومه‌ای‌ست حماسی و آموزنده.

تاریخ سرایش اثر به یقین مشخص نیست (۸۷۳ ه.ق. روایت شده)، همچنین روشن نیست که این منظومه به دستور سلطان حسین بایقرا سروده شده‌باشد. آنچه روشن‌است، این که جامی در شیوهٔ سرایش این اثر، از شعرای پیشین و به‌طور مشخص از نظامی گنجوی تأثیر پذیرفته‌است.

مضمون هفت اورنگ از اندیشه‌های صوفیه، علی‌الخصوص فرقهٔ نقشبندیه متأثر است، که جامی در جوانی پیرو آن بود. چه اینکه در ۸۶۱ هجری قمری، مرشد نقشبندیه در هرات بود. زبان جامی در این اثر، چون دیگر ادیبان صوفی‌مسلک، سرشار از استعاره و نماد عارفانه‌است. با این فرض که انتقال و درک مفاهیم عرفانی، فلسفی و اخلاقی به مخاطب ساده نیست، حکایت‌ها در قالبی تمثیلی، و از زبان شخصیت‌های انسانی و حیوانی روایت شده‌است.

## بخش‌ها
- مثنوی سلسلةالذهب در مسایل دینی و اخلاقی همراه با قصص گوناگون که به نام سلطان حسین بایقرا سروده شده‌است.
- سلامان و ابسال که روایتی است از داستان عاشقانه و عرفانی سلامان و ابسال از منابع یونانی و پیش از جامی، سیناپور و دیگران آن را تصنیف کرده‌اند.
- تحفةالاحرار مثنوی عرفانی و دینی است به نام خواجه ناصرالدین نقشبندی.
- سبحةالابرار نیز در تصوف و مسایل اخلاقی همراه با تمثیلات بسیار است.
- یوسف و زلیخا که بهترین مثنوی‌های جامی و به نام سلطان حسین است.
- لیلی و مجنون که روایتی از داستان لیلی و مجنون است.
- خردنامه اسکندری در حکمت و مسایل فلسفی.

## تصویرگری

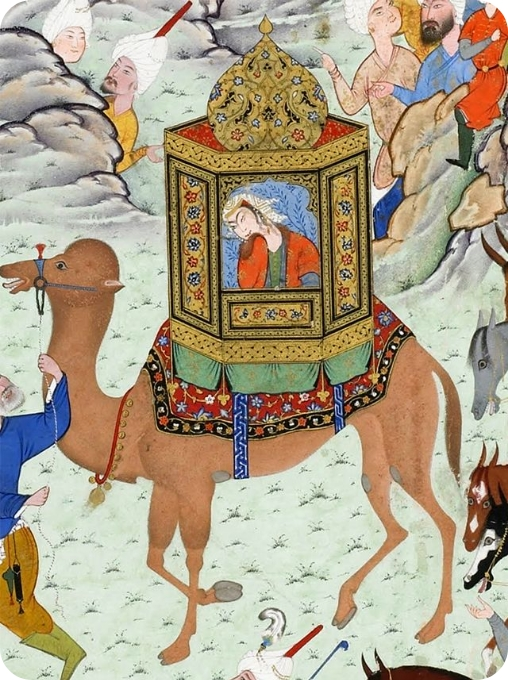
زلیخا در برشی از نگارهٔ ورود عزیز و زلیخا به مصر، مربوط به منظومهٔ یوسف و زلیخا

به نظر می‌رسد همزمانی سرودن هفت اورنگ، با عصر طلایی تیموریان، و حضور نگارگری بنام، چون کمال‌الدین بهزاد در دربار سلطان حسین بایقرا، موجب شده تا جامی به اهمیت نقاشی در درک پیام‌های هفت اورنگ پی ببرد. هفت اورنگ در زمان حیات جامی تصویرگری شده، به گواه وجود نگاره‌هایی از داستان یوسف و زلیخا، مشابه نگاره‌هایی که برای بوستان سعدی توسط بهزاد نقاشی شده‌اند.

محبوبیت و شهرت جامی پس از درگذشت اش به سال ۸۹۸ ه.ق. رو به کاهش گذاشت، صفویان که در ۹۰۷ ه.ق. به قدرت رسیدند، تاب تحمل فرقهٔ نقشبندیه را نداشتند، تا آنجا که شاه اسماعیل اول (۹۰۷ تا ۹۳۱ ه. ق)، به سبب انزجار از جامی، قصد داشت مقبره‌اش را در هرات تخریب کند.

علی رغم این محدودیت‌ها، مصور سازی هفت اورنگ در سراسر دورهٔ صفویه ادامه یافت. از دوران مذکور، دست کم دویست جلد مشتمل بر هر هفت منظومه، منتخب‌ها و منظومه‌های مصور جداگانه در دست است.

نمونهٔ کم‌نظیر و زیبایی از این دوره، تحت عنوان هفت اورنگ ابراهیم میرزا، هم‌اینک در نگارخانه هنر فریر نگهداری می‌شود.

## نگارخانه
تصاویری از هفت اورنگ ابراهیم میرزا، محفوظ در نگارخانه هنر فریر:

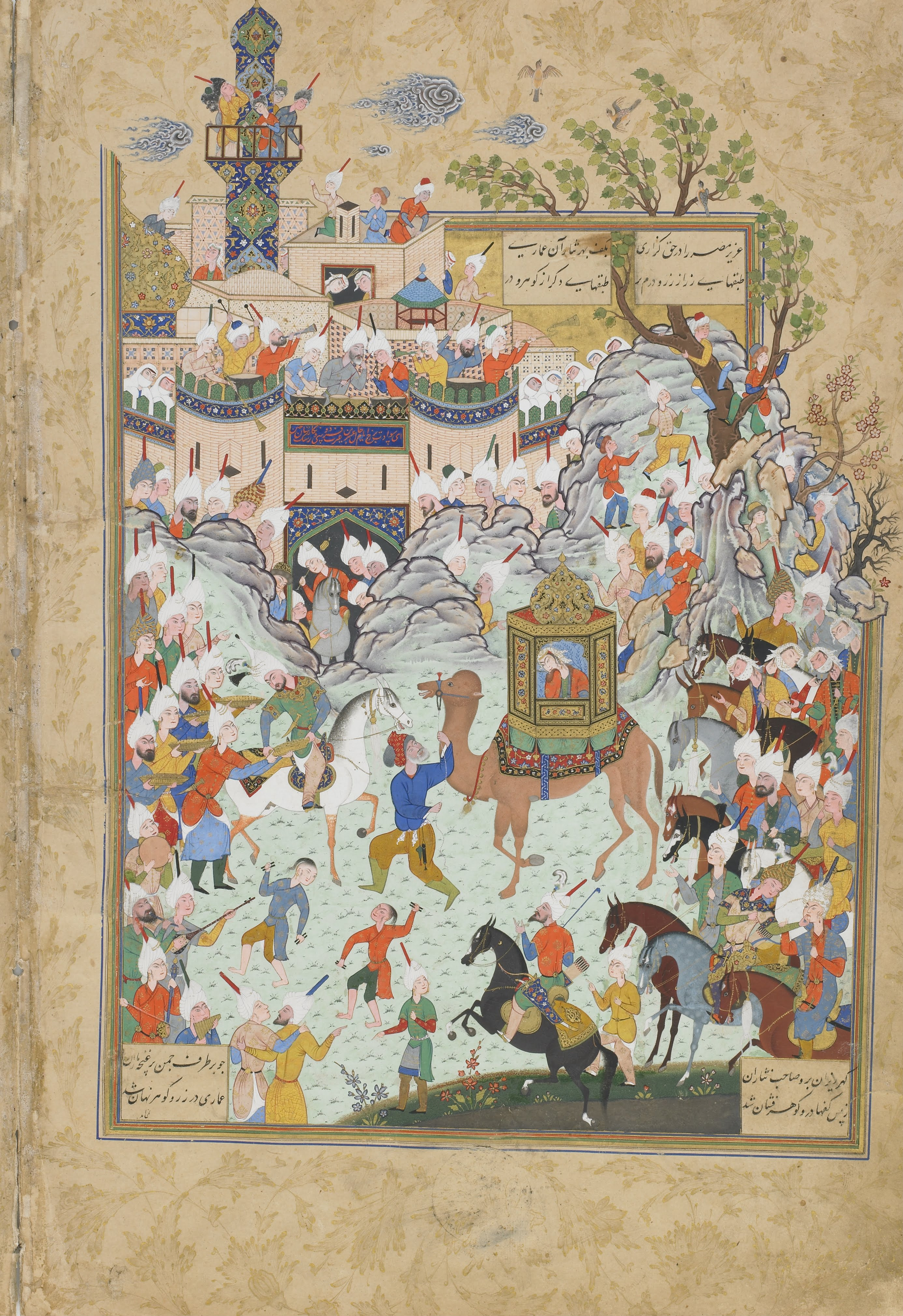
ورود عزیز و زلیخا به مصر و استقبال مصریان از ایشان
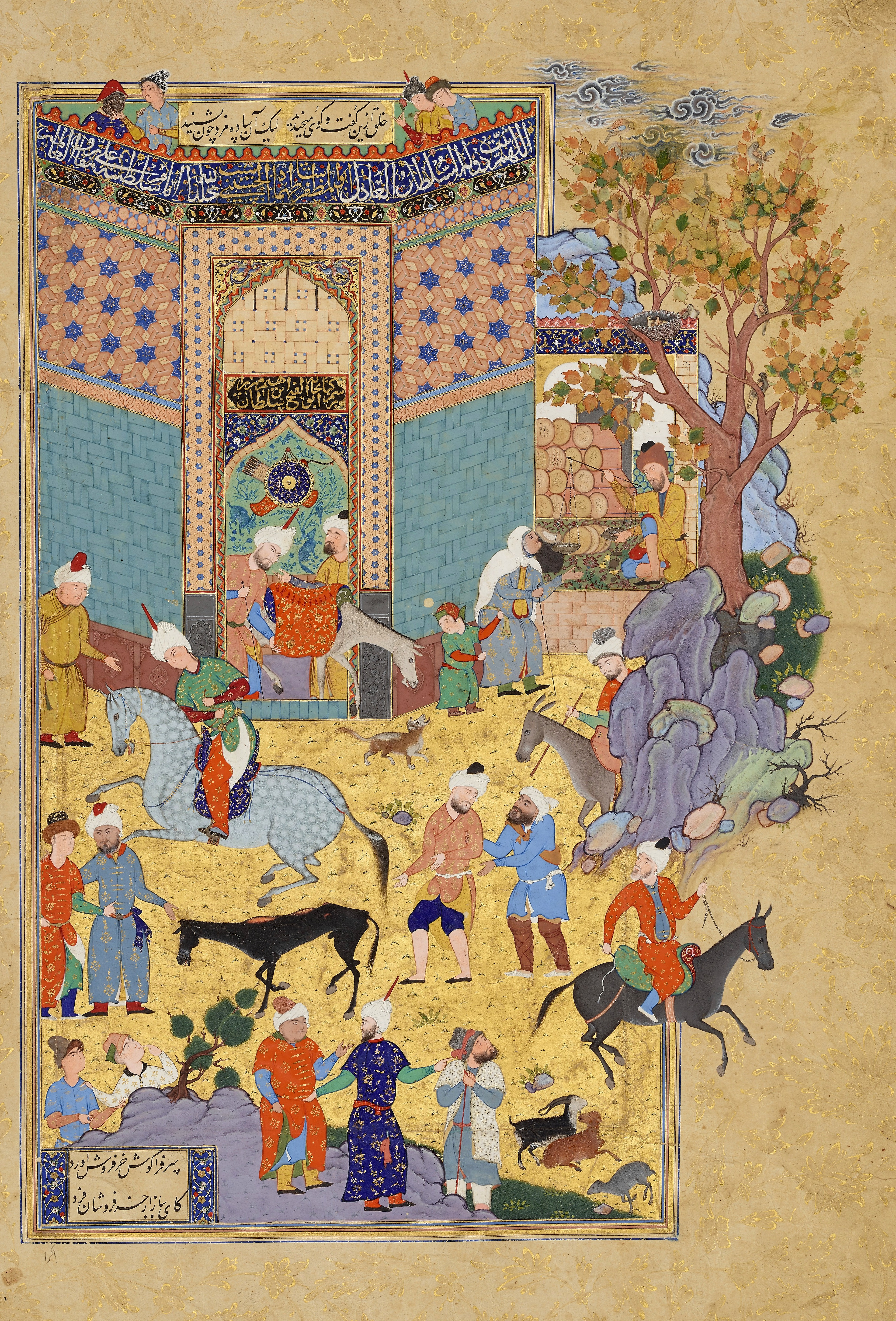
فروش خر (روستایی ساده‌دل از فروشنده تقاضا دارد که درازگوش استثنایی او را نفروشد). منسوب به میرزا علی نگارگر.
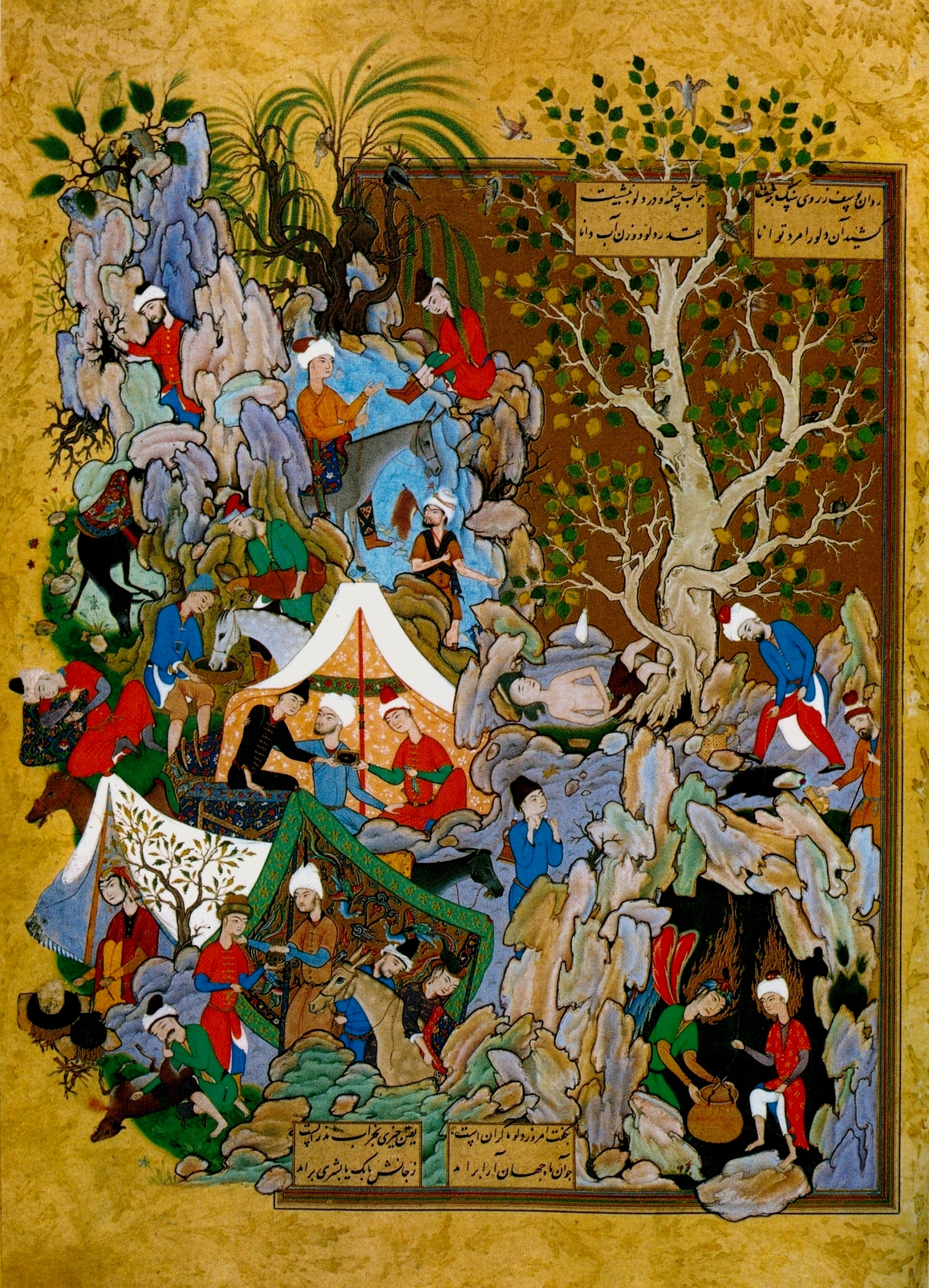
نجات یوسف از چاه، منسوب به مظفر علی نگارگر.
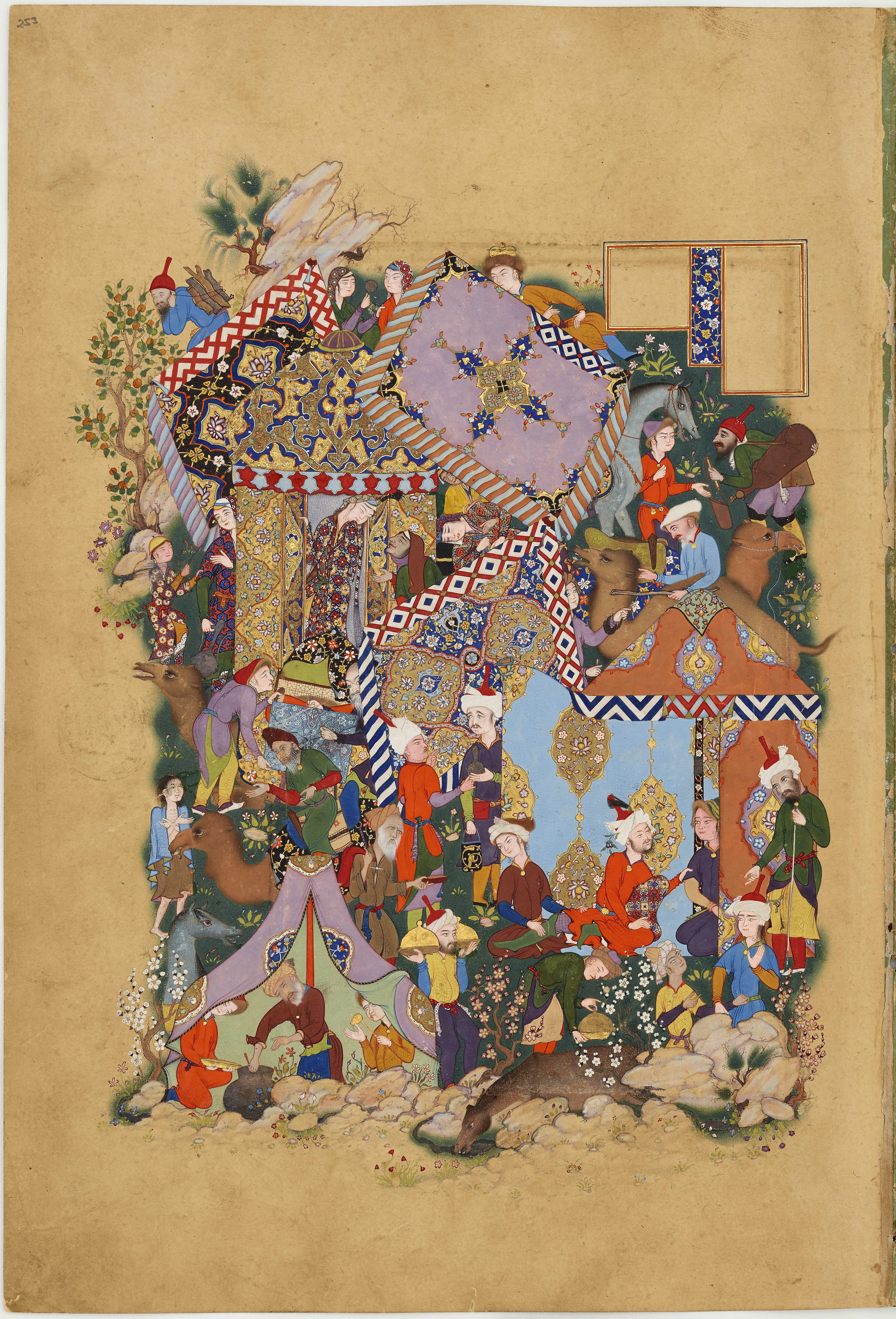
مجنون و رفتن او سوی اتراقگاه کاروان لیلی
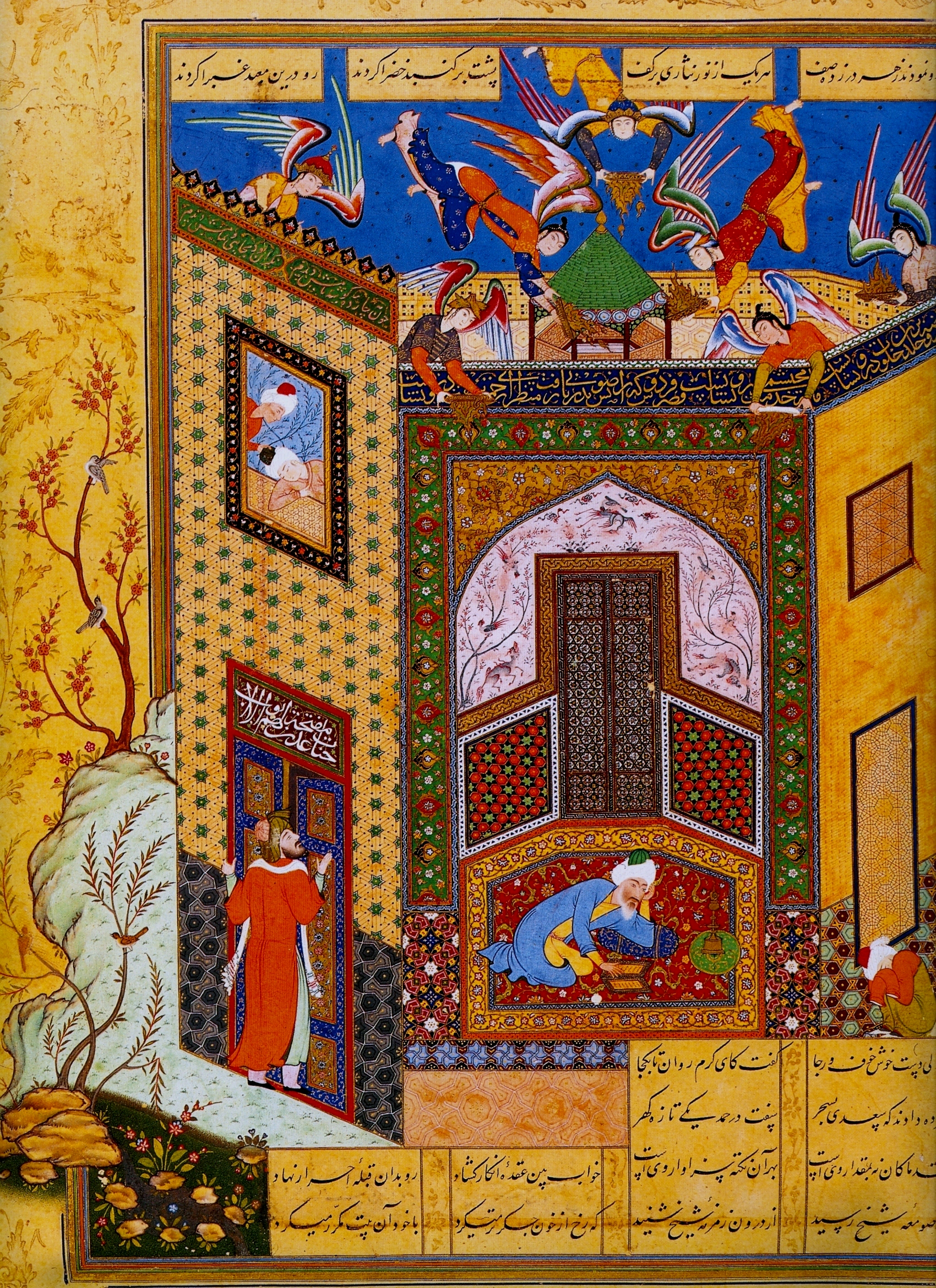
دانای خردمند در خواب می‌بیند که فرشتگان تاجی از نور بر فرق سعدی شاعر می‌نهند.
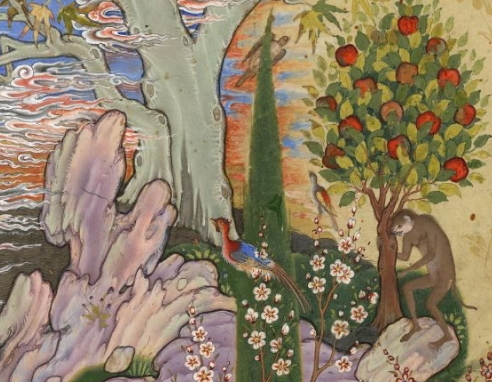
برشی از یک نگاره، مربوط به منظومهٔ سلامان و آبسال